# (12607) Alcée
(12607) Alcée,  internationalement (12607) Alcaeus, est un astéroïde de la ceinture principale.

## Description
(12607) Alcée est un astéroïde de la ceinture principale. Il fut découvert le 24 septembre 1960 à l'observatoire Palomar par Cornelis Johannes van Houten, Ingrid van Houten-Groeneveld et Tom Gehrels. Il présente une orbite caractérisée par un demi-grand axe de 2,65 UA, une excentricité de 0,04 et une inclinaison de 2,2° par rapport à l'écliptique.
Il fut nommé en l'honneur d'Alcée de Mytilène, poète grec de l'époque archaïque né vers l’an 630 av. J.-C.

## Compléments